# Lake Catagunya
Der Lake Catagunya ist ein Stausee im Zentrum des australischen Bundesstaates Tasmanien, ca. 55 km nordwestlich von New Norfolk. Er liegt im Verlauf des Derwent River, dort, wo der Florentine River einmündet.
Das Wasser dient an der Catagunya Power Station zur Stromerzeugung.